# Česká
Česká (en allemand : Zinsendorf) est une commune du district de Brno-Campagne, dans la région de Moravie-du-Sud, en République tchèque. Sa population s'élevait à 1 015 habitants en 2020.

## Géographie
Česká se trouve à 4 km au sud-est de Kuřim, à 10 km au nord-nord-ouest de Brno et à 177 km au sud-est de Prague.
La commune est limitée par Lelekovice au nord-est et à l'est, par Brno et Jinačovice au sud, et par Kuřim à l'ouest et au nord-ouest.

## Histoire
La première mention écrite de la localité date de 1374.